# 女子高生の無駄づかい
『女子高生の無駄づかい』（じょしこうせいのむだづかい）は、ビーノによる日本の漫画作品。略称は『女子無駄』。元々はビーノが『ニコニコ静画』に投稿していた作品であり、好評を受けて2015年12月4日よりKADOKAWAのウェブコミック配信サイト『ComicWalker』にてリメイク版が商業連載化。『ニコニコエース』での連載を経て、現在は『コミックNewtype』（KADOKAWA）にて連載中。
さいのたま女子高等学校（通称「さいじょ」）に通う個性派ぞろいのJKたちが女子高生活を無駄に浪費する日常学園コメディ。2019年にテレビアニメ化、2020年にテレビドラマ化。

## あらすじ
いつの間にか疎遠になっていた三人、田中・菊池・鷺宮。数年後、三人がさいのたま女子高等学校にて再会を果たす。そんな三人を軸にし、他の個性が暴れているクラスメイトなどとともに、くだらなくて『女子高生』が『無駄』だらけの日々を過ごしていく。

## 登場人物
声の項はテレビアニメ版の声優でのキャスト、演の項はテレビドラマ版の俳優・女優でのキャスト。

### さいのたま女子高等学校の生徒
バカ / 田中望（たなか のぞむ）
声 - 赤﨑千夏/ 演 - 岡田結実
本作品の主人公。在籍クラスは1年2組→2年2組。誕生日は8月10日。
ヲタやロボとは小学生からの友人で、よく3人でつるんでいる。ニックネーム通りバカで問題児。学力テストの成績も最悪で留年になりかけたこともある。クラス全員（自分と後から転入したリリィ以外）のニックネームを考えた。
ヲタ / 菊池茜（きくち あかね）
声 - 戸松遥 / 演 - 恒松祐里
ツッコミ役。在籍クラスは1年2組→2年2組。誕生日は3月3日。
漫画家志望でBLが大好きなヲタクだが、画力・ストーリーともイマイチ。低所得Pのファンである。「バカ」のニックネームを考えた張本人。
ロボ / 鷺宮しおり（さぎのみや しおり）
声 - 豊崎愛生 / 演 - 中村ゆりか
天才無機質系少女。在籍クラスは1年2組→2年2組。誕生日は10月24日。
頭が良いが、感情が死んでいる。バカとヲタとは中学校が別になったが、高校ではさいのたま女子高等学校に入学して再びつるむようになる。家でペットの菌を培養している。中学時代は、「何を考えているかわからない」と言われ、孤立していた。
ロリ / 百井咲久（ももい さく）
声 - 長縄まりあ / 演 - 畑芽育
在籍クラスは1年2組→2年2組。誕生日は7月21日。
周囲に自身の小学生並みの身長を「かわいい」と言われることをコンプレックスとしているため、ナメられないために髪を染め学校では反抗的な態度をしている。しかし、本来は心優しいおばあちゃん子。
ヤマイ / 山本美波（やまもと みなみ）
声 - 富田美憂 / 演 - 福地桃子
在籍クラスは1年2組→2年2組。1年2組在籍時の出席番号は30番。誕生日は4月17日。一人称は「僕」。中二病全開の高校生。
金髪ツインテールで、いつも頬に絆創膏、右腕に包帯をしている。猫カフェによく行っている。
マジメ / 一奏（にのまえ かなで）
声 - 高橋李依 / 演 - 浅川梨奈
在籍クラスは1年2組→2年2組。誕生日は5月9日。
ニックネーム通りマジメの優等生。成績はいいが、心と頭が弱い。ロボに憧れている。
リリィ / 染谷リリィ（そめや リリィ）
声 - 佐藤聡美/ 演 - 小林由依（欅坂46）
在籍クラスは1年2組→2年2組。誕生日は9月12日、
父親がオーストリア人のハーフで、美人かつスタイル抜群。同性が好きな百合女子で、逆に男性に接触すると蕁麻疹(ドラマ版ではくしゃみ)がでるほど男性恐怖症。なぜかバカと接触しても蕁麻疹が出る。マジメの容姿に嫉妬しているが友人関係である。
マジョ / 久条翡翠（くじょう ひすい）
声 - M・A・O / 演 - 井本彩花
在籍クラスは1年2組→2年2組。誕生日は6月6日。
ホラーやオカルト趣味を好む内気な性格のせいで友達が出来ず、不登校になりかけていた。妹の琥珀曰く「生まれてくる時に姉のコミュニケーション能力やまともな感性をすべて奪いとってしまった」。よく当たる占いが出来る。
ノラ / 野原愛莉（のばら あいり）
在籍クラスは2年2組。2年生進級後から登場。
人間不信で学校では一人でいることが多い。猫が好き。
ヒメ / 中村詩子（なかむら うたこ）
在籍クラスは1年2組。バカたちの2年生進級後から登場。
メイクやファッションに詳しく、学校ではあだ名に違わぬ美少女にメイクアップしている。実家がラーメン屋を営んでおり、小学生のころはとんこつの匂いがすることで豚と呼ばれいじめに遭っており、裏表なく接してきたバカに助けられた過去がある。動画配信をしているインフルエンサーである。
USB / 三上理恵（みかみ りえ）
声 - 千本木彩花 / 演 - 井芹菜沙
在籍クラスは1年2組→2年2組。
メガネをかけている。

### 教師
ワセダ · 低所得P / 佐渡正敬（さわたり まさたか）
声 - 興津和幸 / 演 - 町田啓太
さいのたま女子高等学校1年2組→2年2組担任。数学担当教師。眉目秀麗で早稲田大学出身。27歳独身。誕生日は10月21日。
就任早々に、クラスの前で自身の好みは女子大生派と公言する。実はプライベートではボカロPとして曲を作っており、「低所得P」の名前で活動している。
シーキョン
声 - 名塚佳織 / 演 - 内藤理沙
養護教諭。本名は作中で明かされていないが、作者は「しいな きょうこ」だとしている。
ヤマイの中二病キャラ（設定）に対して話を合わせてくれる数少ない人物。

### ヲタの漫画に登場する人物
タクト
声 - 鈴木崚汰
ヲタの作品に出てくる。不良。
サクヤ
声 - 佐藤元
ヲタの作品に出てくる。好青年。

### その他
久条琥珀（くじょう こはく）
声 - 上田麗奈 / 演 - 喜多乃愛
マジョの双子の妹。姉とは別の高校に通う。
姉と違い常識人であり、積極的。姉想いでもある。誕生日は6月6日。
ぴーなっつP
声 - 落合福嗣 / 演 - 彦摩呂
ぴーなっつクラブで活動している。
ボーカロイドマイスターの同人即売会でワセダのサークルと隣同士になる。会話では意味不明な比喩表現を頻繁に使用するため、相手に真意が伝わっていない。
ロリのおばあちゃん
声 - 新田綾香 / 演 - 梅沢昌代
ロリの祖母。
とてもおっとりしているが、ツッコミのセンスには光るものがある。
高橋修（たかはし おさむ）
声 - 松岡禎丞 / 演 - 望月歩
とある男子高校の高校生。
小説家志望。ロボに片思いをしている。
青山誠司（あおやま せいじ）
声 - 島﨑信長 / 演 - 水沢林太郎
高橋の友人。声優志望。
親が再婚して、血の繋がらない4人の姉妹と一緒に暮らすことになる。
茂木(もぎ)
　ノラ父の会社の社員（秘書）で、気づかれないようにノラの身辺警護と普段の行動の報告をしている。
ノラ父
　ノラの父親。不動産会社社長。重度の猫アレルギーである。
ノラ母
　ノラの母親。専務取締役。

## 書誌情報
- ビーノ 『女子高生の無駄づかい』 KADOKAWA〈角川コミックス・エース〉、既刊14巻（2025年7月10日現在）
  1. 2016年4月9日第1刷発行（同日発売[8]）、ISBN 978-4-04-104171-0
  2. 2016年11月10日第1刷発行（同日発売[9]）、ISBN 978-4-04-105027-9
  3. 2017年5月10日第1刷発行（同日発売[10]）、ISBN 978-4-04-105634-9
  4. 2018年11月10日第1刷発行（同日発売[11]）、ISBN 978-4-04-107275-2
  5. 2019年7月4日第1刷発行（同日発売[12]）、ISBN 978-4-04-108217-1
  6. 2019年7月4日第1刷発行（同日発売[13]）、ISBN 978-4-04-108218-8
  7. 2020年1月10日第1刷発行（同日発売[14]）、ISBN 978-4-04-108925-5
  8. 2020年9月10日第1刷発行（同日発売[15]）、ISBN 978-4-04-109726-7
  9. 2021年6月10日第1刷発行（同日発売[16]）、ISBN 978-4-04-111183-3
  10. 2022年12月9日第1刷発行（同日発売[17]）、ISBN 978-4-04-113150-3
  11. 2023年10月10日発売[18]、ISBN 978-4-04-114211-0
  12. 2024年3月8日発売[19]、ISBN 978-4-04-114756-6
  13. 2024年11月9日発売[20]、ISBN 978-4-04-115720-6
  14. 2025年7月10日発売[21]、ISBN 978-4-04-116365-8

## テレビアニメ
2019年7月から9月までAT-Xほかにて放送された。

### スタッフ
- 原作 - ビーノ[4]
- 総監督 - 高橋丈夫[4]
- 監督 - さんぺい聖[4]
- 監督補佐 - 橘さおり[4]
- シリーズ構成 - 横谷昌宏[4]
- キャラクターデザイン - 安田祥子[4]
- サブキャラクターデザイン - 古川英樹、番由紀子、満若たかよ[4]
- 美術監督 - 斉藤隆博[4]
- 美術設定 - 中村嘉博[4]
- 色彩設計 - 鈴木咲絵[4]
- 撮影監督 - 山本弥芳[4]
- 編集 - 丹彩子[4]
- 音響監督 - 明田川仁[4]
- 音楽 - 菊谷知樹[4]
- 音楽制作 - KADOKAWA[4]
- 音楽プロデューサー - 若林豪、竹山沙織
- プロデューサー - 田中翔、飯塚彩、尾形光広
- アニメーションプロデューサー - 西藤和広
- アニメーション制作 - パッショーネ[4]
- 製作 - 女子高生の無駄づかい製作委員会

### 主題歌
「輪！Moon！dass！cry！」
田中望（赤﨑千夏）、菊池茜（戸松遥）、鷺宮しおり（豊崎愛生）によるオープニングテーマ。作詞・作曲・編曲は山崎真吾。
「青春のリバーブ」
田中望（赤﨑千夏）、菊池茜（戸松遥）、鷺宮しおり（豊崎愛生）によるエンディングテーマ。作詞・作曲・編曲はAgasa.K。
「さいのたま女子高等学校 校歌」
第7話でのみ使用されたエンディングテーマ。作詞は鬼山田敦、作曲は坂口萌彦。

### 各話リスト
| 話数   | サブタイトル | シナリオ | 絵コンテ         | 演出                         | 作画監督                                                                                            | 総作画監督                                         |
| ------ | ------------ | -------- | ---------------- | ---------------------------- | --------------------------------------------------------------------------------------------------- | -------------------------------------------------- |
| 第1話  | すごい       | 横谷昌宏 | 高橋丈夫         | 下司泰弘                     | 細田沙織 杉光登 青野厚司 津幡佳明                                                                   | 安田祥子                                           |
| 第2話  | まんが       | 横谷昌宏 | さんぺい聖       | 黒杉光太郎                   | 加藤洋人 白川茉莉 清水博之 佐々木洋也                                                               | 青野厚司 安田祥子                                  |
| 第3話  | わすれもの   | 福田裕子 | 神谷智大         | 榎本守                       | 斎藤千比呂 鷲田敏弥 門智昭 マスケット 佐々木洋也                                                    | 安田祥子 古川英樹 近藤源一郎 伊集院いづろ 細田沙織 |
| 第4話  | まじめ       | 坂井史世 | 鈴木吉男         | 間島崇寛                     | 柳瀬譲二 白川茉莉 佐々木洋也 加藤洋人 濱川修二郎 中尾高之 yang jeehye                               | 古川英樹 安田祥子                                  |
| 第5話  | りりぃ       | 横谷昌宏 | 松園公           | さんぺい聖 橘さおり 北村充基 | 吉田潤 山口光紀 能條理行 南伸一郎 濱川修二郎 中尾高之 pak yun oku kim suho                          | 細田沙織 安田祥子 古川英樹                         |
| 第6話  | まじょ       | 福田裕子 | 橘さおり         | 石井輝                       | Kim HseSook Hong ChongYong 南伸一郎 飯飼一幸 池原百合子 吉田潤 中尾高之 佐々木洋也                  | 青野厚司 安田祥子 古川英樹                         |
| 第7話  | やまい       | 坂井史世 | 石黒達也         | 東亮佑                       | 清水拓磨 セブンストーン・スタジオ                                                                   | 平田雄三 安田祥子 細田沙織 近藤源一郎              |
| 第8話  | みずぎかい   | 横谷昌宏 | 小島正幸         | 黒杉光太郎                   | 早川ナオミ 松村康功 岩田幸子 阿部可奈子 中尾高之 管振宇                                             | 加藤洋人 安田祥子 細田沙織                         |
| 第9話  | おしゃれ     | 福田裕子 | 二村秀樹         | 榎本守                       | 門智昭 鷲田敏弥 斉藤千比呂 島崎望 マスケット                                                        | 古川英樹 安田祥子                                  |
| 第10話 | ろぼ         | 坂井史世 | 松園公           | 間島崇寛                     | Jang Yeongseon Kwon Yongsang 加藤洋人                                                               | 青野厚司 安田祥子 細田沙織                         |
| 第11話 | ゆめ         | 福田裕子 | 高橋成世         | 橘さおり 北村充基            | 佐々木洋也 中尾高之 能條理行 沈霏 林梦贇 沫沫 孫鵬                                                  | 細田沙織 安田祥子                                  |
| 第12話 | なかま       | 坂井史世 | ほしかわたかふみ | 森友宏樹                     | 早川ナオミ 中尾高之 Nyki Ikyn 阪本麻衣 岡田正和 能條理行 青野厚司 平田雄三 古川英樹 石原恵治 吉田潤 | 安田祥子                                           |

### 放送局
| 放送期間               | 放送時間                     | 放送局     | 対象地域 | 備考                                 |
| ---------------------- | ---------------------------- | ---------- | -------- | ------------------------------------ |
| 2019年7月5日 - 9月20日 | 金曜 21:30 - 22:00           | AT-X       | 日本全域 | 製作参加 / CS放送 / リピート放送あり |
|                        | 金曜 22:30 - 23:00           | TOKYO MX   | 東京都   |                                      |
|                        | 金曜 23:00 - 23:30           | BS11       | 日本全域 | BS放送 / 『ANIME+』枠                |
| 2019年7月6日 - 9月21日 | 土曜 0:00 - 0:30（金曜深夜） | KBS京都    | 京都府   |                                      |
|                        |                              | サンテレビ | 兵庫県   |                                      |
|                        | 土曜 3:05 - 3:35（金曜深夜） | テレビ愛知 | 愛知県   |                                      |

| 配信開始日        | 配信時間        | 配信サイト |
| ----------------- | --------------- | --- |
| 2019年7月5日      | 金曜 22:00 更新 | AbemaTV |
| 2019年7月12日以降 | 不明            | dアニメストア ニコニコ生放送 ニコニコチャンネル GYAO! ひかりTV FOD バンダイチャンネル Hulu J:COMオンデマンド ビデオパス アニメ放題 U-NEXT Amazon Prime Video Netflix あにてれ Rakuten TV DMM.com ビデオマーケット HAPPY!動画 ムービーフルplus |

### BD / DVD
| 巻 | 発売日         | 収録話          | 規格品番   | 規格品番   |
| 巻 | 発売日         | 収録話          | BD         | DVD        |
| -- | -------------- | --------------- | ---------- | ---------- |
| 1  | 2019年9月25日  | 第1話 - 第3話   | ZMXZ-13451 | ZMBZ-13461 |
| 2  | 2019年10月25日 | 第4話 - 第6話   | ZMXZ-13452 | ZMBZ-13462 |
| 3  | 2019年11月27日 | 第7話 - 第9話   | ZMXZ-13453 | ZMBZ-13463 |
| 4  | 2019年12月25日 | 第10話 - 第12話 | ZMXZ-13454 | ZMBZ-13464 |

### Webラジオ
『女子高生の無駄づかい ラジオも無駄づかい』が、2019年7月6日から同年10月26日まで音泉にて隔週土曜日に配信。全9回。パーソナリティは田中望役の赤﨑千夏に加えて、菊池茜役の戸松遥と鷺宮しおり役の豊崎愛生が回変わりで担当した。

#### ゲスト
- 第2回（7月20日）長縄まりあ
- 第3回（8月3日）興津和幸
- 第4回（8月17日) 佐藤聡美
- 第7回（9月28日) M・A・O
- 第8回（10月12日)富田美憂

## テレビドラマ
2020年1月24日から岡田結実の主演でドラマ化され、テレビ朝日「金曜ナイトドラマ」枠で3月6日まで全7話にて放送された。脚本は主に舞台を手掛ける新進気鋭の脚本家たちが各話交代で担当した。
劇中では、中村ゆりか演じる「ロボ子」を主人公としてNHK連続テレビ小説を彷彿させる劇中ドラマ「連続ドラマ内小説『ロボっこ』」が放送された。

### キャスト
※はドラマオリジナルキャラクター。
主要人物

上記（#登場人物）に記載のある主要人物は割愛する。

その他
- 45℃ - 高嶋菜七
- ロシア - 花坂椎南
- ボンド - 高野渚
- ヒビワレ - 秋元美咲
- 侍 - 音希風花
- うず巻き - 原繰実
- 前がみ - 山内咲七
- ドアノブ - 犬塚七帆
- ギリシャ - 斎藤さらら
- 大王イカ - 黒谷磨世
- ウノ - 入野来未
- 寝不足 - 桜木優衣
- 微ギャル - 青木若菜
- 不動産王 - 田島春那
- 教頭 - 大倉孝二※
- 警察官（鈴木正義） - 横山涼

劇中劇 連続ドラマ内小説『ロボっこ』
- ロボ子 - 中村ゆりか
- お嬢 - 恒松祐里
- お嬢の父 - 横山涼
- お嬢の母 - 内藤理沙
- ワセオ ‐ 町田啓太
- 家庭教師 - 小手伸也（特別出演）
- 微生物 - 岡田結実

「おもしれー女」コレクション
- 三井理陽
- 清水大樹
- 時任勇気
- 本村海
- 井阪郁巳
- 小原汰武

「はんぱねー女」コレクション
- 青木柚
- 櫻井圭佑
- 藤原大祐
- 山本直寛
- 佐川大樹

### スタッフ（テレビドラマ）
- 脚本 - 田辺茂範（劇団 ロリータ男爵）、矢島弘一（劇団 東京マハロ）、角田貴志（劇団 ヨーロッパ企画）、山田由梨（劇団 贅沢貧乏）、安藤奎（劇団 アンパサンド）、玉田真也（劇団 玉田企画）
- 監督 - 山本大輔
- 音楽 - 田渕夏海、中村巴奈重
- 演出 - 山本大輔、日暮謙、中島良
- 主題歌 - Little Glee Monster「STARTING OVER」（Gr8!records）
- 技術協力 - フォーチュン
- 美術協力 - テレビ朝日クリエイト
- ポスプロ - 三友（MITOMO STUDIO）
- 企画協力 - 古賀誠一
- ゼネラルプロデューサー - 三輪祐見子（テレビ朝日）
- プロデューサー - 貴島彩理（テレビ朝日）、本郷達也（MMJ）、布施等（MMJ）
- 制作 - テレビ朝日、MMJ

### 放送日程
| 各話                                                                         | 放送日  | エピソードタイトル                          | サブタイトル                                                         | ラテ欄                                                  | 脚本     | 演出     | 視聴率 |
| ---------------------------------------------------------------------------- | ------- | ------------------------------------------- | -------------------------------------------------------------------- | ------------------------------------------------------- | -------- | -------- | ------ |
| 第1話                                                                        | 1月24日 | 曲がれヒザ! ヒジキ!                         | にゅうがくくらすめいとゆらいかれしほしゅうまんがりゆう               | 暇を持て余したJKの衝撃コメディ!! ヒジキが結んだ友情     | 田辺茂範 | 山本大輔 | 3.2%   |
| 第2話                                                                        | 1月31日 | 着衣のまま濡れるのが 好きなんです!          | ろりどきどきやまいまじめばあちゃんひっさついらきテストわすれもの     | 女子大生派のイケメン教師、衝撃の秘密 唐揚げは世界の通貨 | 矢島弘一 | 日暮謙   | 3.5%   |
| 第3話                                                                        | 2月07日 | 脱ぎたてのパンツの価値                      | けいさんしせんてんねんうたってみた                                   | 欅坂46小林由依&小手伸也も無駄に参戦 JKパンツの秘密      | 角田貴志 | 中島良   | 4.5%   |
| 第4話                                                                        | 2月14日 | 恋とごま油とエクソシスト                    | きついてんこうせいみはりおとめであいかべまたふとうこうあらそいこはく | 恋の秘訣はごま油 友達の家はなぜ臭い… 教頭もアオハル到来 | 山田由梨 | 山本大輔 | 4.0%   |
| 第5話                                                                        | 2月21日 | ムダ毛の気持ちも考えろ                      | むだげなやみかこちゅうさいゆうじょうえいが                           | 毛深くなりたい…ツルツルは正義なの? 恋と微生物の嫉妬!!   | 安藤奎   | 日暮謙   | 2.7%   |
| 第6話                                                                        | 2月28日 | 性教育はB（坊主）L（ラブ）で                | きょういくひみつうんめいのいたずらぼうりんぐこみけ                   | 性教育はBLで!? 高校教師の禁断の正体 止まらない坊主ラブ  | 玉田真也 | 洞功二   | 4.0%   |
| 最終話                                                                       | 3月06日 | バカ、留年するってよ－ ハナクソJK最後の戦い | はつもーでかしいしきうらないなまものなかま                           | 衝撃の30年後!? バカ留年するってよ… はんぱねー女、爆誕   | 田辺茂範 | 山本大輔 | 4.3%   |
| 平均視聴率 3.7% （視聴率はビデオリサーチ調べ、関東地区・世帯・リアルタイム） |         |                                             |                                                                      |                                                         |          |          |        |

| テレビ朝日系 金曜ナイトドラマ                     | テレビ朝日系 金曜ナイトドラマ                   | テレビ朝日系 金曜ナイトドラマ                                |
| 前番組                                            | 番組名                                          | 次番組                                                       |
| ------------------------------------------------- | ----------------------------------------------- | ------------------------------------------------------------ |
| 時効警察はじめました （2019年10月11日 - 12月6日） | 女子高生の無駄づかい （2020年1月24日 - 3月6日） | 家政夫のミタゾノ （第4シリーズ） （2020年4月24日 - 7月24日） |